# チョラック県
チョラック県（チョラックけん、ベトナム語：Huyện Chợ Lách / 縣𢄂藶?）は、ベトナム社会主義共和国ベンチェ省の県。面積は168.03km²、人口は147,279人（2015年）である。

## 行政区画
1市鎮10社から構成される。